# Lista do Patrimônio Mundial em Antígua e Barbuda
A Organização das Nações Unidas para a Educação, a Ciência e a Cultura (UNESCO) propôs um plano de proteção aos bens culturais do mundo, através do Comité sobre a Proteção do Património Mundial Cultural e Natural, aprovado em 1972. Esta é uma lista do Patrimônio Mundial existente em Antígua e Barbuda, especificamente classificada pela UNESCO e elaborada de acordo com dez principais critérios cujos pontos são julgados por especialistas na área. Antígua e Barbuda, país do Mar do Caribe formado por uma grande quantidade de arquipélagos, ratificou a convenção em 1 de novembro de 1983, tornando seus locais históricos elegíveis para inclusão na lista.
O sítio Docas Navais de Antigua e locais arqueológicos relacionados foi o primeiro local de Antígua e Barbuda incluído na lista do Patrimônio Mundial da UNESCO por ocasião da 40ª Sessão do Comitè do Património Mundial, realizada em Istambul (Turquia) em 2016. Desde então, este bem de classificação Cultural permanece como o único sítio de Antígua e Barbuda classificado como Patrimônio da Humanidade. 

## Bens culturais e naturais
Antígua e Barbuda conta atualmente com os seguintes lugares declarados como Patrimônio da Humanidade pela UNESCO:
| | Docas Navais de Antigua e locais arqueológicos relacionados |
| Bem cultural inscrito em 2016. |                                                             |
| Localização: Antígua |                                                             |
| Este local compreende um complexo fortificado da era georgiana com edifícios e instalações portuárias e navais. O ambiente natural de baías profundas, cercado por terrenos elevados, que caracteriza esta parte da ilha de Antígua, ofereceu um refúgio seguro contra furacões, facilitando assim a manutenção e reparação de navios. Construído pela Marinha Real Britânica no final do século XVIII graças à contribuição essencial da mão de obra escrava africana, o estaleiro de Antígua pretendia proteger os interesses dos donos das plantações de cana-de-açúcar em uma época em que as nações europeias disputavam ferozmente controle do Caribe Oriental. (UNESCO/BPI) |                                                             |

## Lista Indicativa
Em adição aos sítios inscritos na Lista do Patrimônio Mundial, os Estados-membros podem manter uma lista de sítios que pretendam nomear para a Lista de Patrimônio Mundial, sendo somente aceitas as candidaturas de locais que já constarem desta lista. Desde 2016, Antígua e Barbuda não apresenta locais na sua Lista Indicativa.